# Sebastian Siegel
Sebastian Siegel (ur. 6 marca 1974 w Oksfordzie, w Wielkiej Brytanii) – brytyjsko-amerykański aktor, reżyser, scenarzysta i producent filmowy, teatralny i telewizyjny.

## Życiorys

### Wczesne lata
Urodził się w Oksfordzie w Anglii jako syn Lee Anthony’ego Siegela, profesora religii indyjskiej University of Hawaiʻi at Mānoa, autora książek nominowanego do nagrody Pulitzera. Jego babka ze strony ojca Noreen Nash była aktorką (m.in. Olbrzym), a dziadek to Dr Lee E. Siegel. Jego dziadek ze strony matki Leonard Thompson, był przez całe życie przeciwnikiem apartheidu w RPA. 
Kilka lat po narodzinach wraz z rodziną przeniósł się na Hawaje, gdzie spędzał wakacje na kajakach, surfingu i skokach z wodospadów. W wieku siedmiu lat brał udział w przedstawieniach. Dorastając chciał zostać psychologiem, ale ostatecznie poświęcił więcej czasu na teatr. W wieku czternastu lat studiował na wydziale teatralnym w The University of Hawaii, gdzie jego ojciec był profesorem religii. Uczęszczał także do szkoły w Teksasie. W 1992 ukończył z wyróżnieniem wydział aktorski Kent School w Connecticut, gdzie uczęszczali także Ted Danson, Peter Farrelly, Seth MacFarlane i Treat Williams. 

### Kariera
Po przyjeździe do Los Angeles, pracował dla telewizji jako scenarzysta fabuły w firmie produkcyjnej w Bel Air. Rozpoczął także karierę jako model. Pojawił się w reklamach, na billboardach na Times Square oraz okładkach czasopism i katalogów, m.in. „FitnessRx”, „GQ”, „Men’s Fitness”, „Vogue”, „Muscle Media”, „Iron Man”, „InStyle” i „Health & Fitness”. Pracował z takimi fotografami jak Steven Meisel, David LaChapelle i Robert Fleischauer.
W jednym z odcinków serialu Rescue 77 (1999) wystąpił jako Matt Conway. Był kapitanem w serialu Słoneczny patrol (Baywatch, 2000). Zagrał także w serialu Roswell: W kręgu tajemnic (2001), operze mydlanej NBC Passions (2002) jako Charles, Władcy ognia (Reign of Fire, 2002) u boku Christiana Bale i Matthew McConaugheya, a także serialach: Jak poznałem waszą matkę (2005), CSI: Kryminalne zagadki Miami (2006), Family Guy (2005-2009), Zagubieni (Lost, 2009) jako Erik i Hawaii 5.0 (2011). Wystąpił w roli Nicholasa „Nicka” Blanchetta w dramacie Tylera Perry The Family That Preys (2008) z Alfre Woodard, Kathy Bates i Sanay Lathan.